# Ковпаківка
Ковпакі́вка — село в Україні, у Личківській сільській громаді Самарівського району Дніпропетровської області. Населення за переписом 2001 року становить 809 осіб.

## Географія
Село Ковпаківка знаходиться на лівому березі річки Оріль і каналу Дніпро — Донбас. Вище за течією річки на відстані 2,5 км розташоване село Бузівка, нижче за течією на відстані 2 км розташоване село Степанівка. Річка в цьому місці звивиста, утворює лимани, стариці і заболочені озера. Поруч проходить автомобільна дорога Т 0412.

## Історія
1859 року в Ковпаківці мешкало 505 осіб, з них 259 чоловічої статі та 246 жіночої. В селищі налічувалось 92 двори. Також була одна православна церква.
1886 року тут мешкало 972 осіб, було 180 дворів, православна церква. Слобода Бабайківка входила до Бузівської волості.
1989 року за переписом тут проживало приблизно 900 осіб.

## Населення

### Мова
Розподіл населення за рідною мовою за даними перепису 2001 року:
| Мова            | Кількість | Відсоток |
| --------------- | --------- | -------- |
| українська      | 749       | 92.58 %  |
| російська       | 36        | 4.46 %   |
| румунська       | 3         | 0.37 %   |
| білоруська      | 1         | 0.12 %   |
| інші/не вказали | 20        | 2.47 %   |
| Усього          | 809       | 100 %    |

## Економіка
- «Вікторія», сільськогосподарський комплекс.

## Об'єкти соціальної сфери
- Школа
- Дитячий садочок
- Музей[2][3]
- Клуб

## Культура
- Танок «Враже» (Ніч на Івана Купали) / Колектив «Ягідки». Хореографія: Олена Морарь / Ковпаківський СБК, Личківська громада
- Звіт Ковпаківського СБК за 2019 рік, опубліковано 18 грудня 2019 року о 13:05 / Зав. БК Морарь Наталія Василівна
- Ніч на Івана Купали — магічна!!! / Наталія Морарь, 6 липня о 16:25 // Культурний Вісник Личківської громади, Олександрівський Будинок культури / facebook